# Московська діалектологічна комісія
Моско́вська діалектологі́чна комі́сія (МДК) (пізніше - Постійна комісія з діалектології української мови) – об'єднання мовознавців, метою якого була попередня підготовка та обробка матеріалів для укладання діалектологічної карти російської мови, підготовка регіональних карт для зведення їх у діалектологічний атлас Росії.

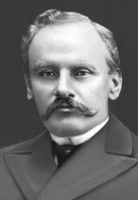
О. Шахматов - засновник Московської діалектологічної комісії

## Створення
МДК було утворено 1904 року з ініціативи академіка О. Шахматова на базі гуртка для вивчення історії і діалектології російської мови (діяв з 1901 року), працювала під керівництвом академіка Ф. Корша при відділенні російської мови і словесності Петербурзької Академії наук. Метою створення Московської діалектологічної комісії була праця в області діалектології. З 1915 року головою МДК стає один із її засновників Д. М. Ушаков, який займав цей пост аж до ліквідації комісії у 1931 році.

## Діяльність

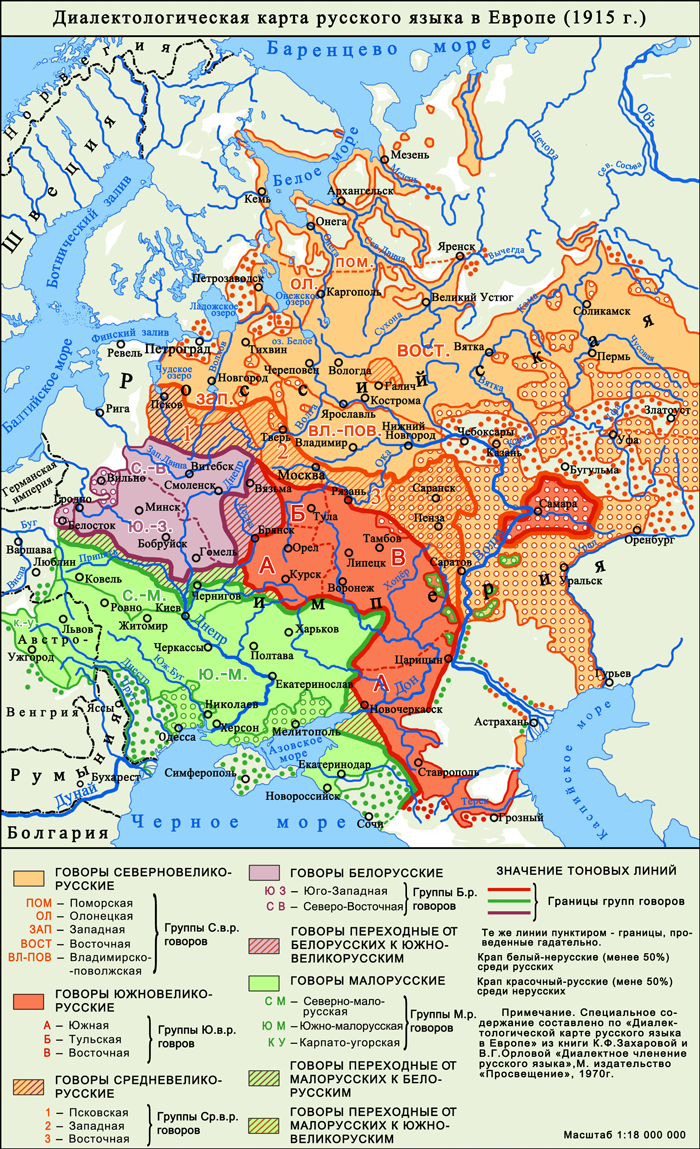
Діалектологічна карта 1915 року.

У Московській діалектологічній комісії з самого початку її формування працювали такі науковці як О. Шахматов,  М. Дурново, Д. Ушаков. Серед членів МДК був і Агатангел Кримський. Комісія займалася різноманітною науковою діяльністю, у її рамках велася розробка методів діалектологічних досліджень, обговорювалися питання уніфікації транскрипції, обговорення теоретичних проблем діалектології і лінгвістичної географії. МДК уклала ряд програм для регіональних польових обстежень говорів, систематизувала та узагальнила наявні діалектологічні описи, організувала масове обстеження говорів і публікацію діалектних матеріалів, у тому числі українських (Труды Московской диалектологической комиссии, в. 1-8. Варшава - М., 1908 - 1911; Труды Постоянной комиссии по диалектологии русского языка, в. 9-12. Ленинград, 1927-1931), розробила відмінні від західноєвропейської лінгвогеографічної традиції принципи типології діалектів (з окресленням змішаних, перехідних говорів, виділенням меж діалектів). Члени МДК М. Дурново, М. Соколов, Д. Ушаков підготували першу зведену східнослов'янську лінгвістичну карту "Опыт диалектологической карты русского языка в Европе с приложением очерка русской диалектологии" (М., 1915), на якій синтезовано інформацію про межі поширення східнослов'янських мов (у тому числі української), їх діалектну диференціацію, найважливіші риси діалектів, а також була укладена хрестоматія діалектних текстів (Дурново Н. Хрестоматія по малорусской діалектологіи. Пособіе при преводаваніи русского языка въ высшихъ учебныхъ заведениях. Съ приложеніемь карты. М., 1913).

## Праці МДК
- Труды Московской диалектологической комиссии, в. 1-8. Варшава - М., 1908 - 1911.
- Труды Постоянной комиссии по диалектологии русского языка, в. 9-12. Ленинград, 1927-1931.
- Дурново Н. Хрестоматія по малорусской діалектологіи. Пособіе при преводаваніи русского языка въ высшихъ учебныхъ заведениях. Съ приложеніемь карты. М., 1913.
- Опыт диалектологической карты русского языка в Европе с приложением очерка русской диалектологии. М., 1915.